# Xian de Dêgê
Pour les articles homonymes, voir Guillaume Dégé.
Le xian de Dêgê ou Dergé (chinois simplifié : 德格县 ; chinois traditionnel : 德格縣 ; pinyin : dégé xiàn ; tibétain : སྡེ་དགེ་རྫོང, Wylie : sde dge rdzong, pinyin tibétain : dêgê zong, THL : derge dzong) est un district administratif de la province du Sichuan en Chine. Il est placé sous la juridiction de la préfecture autonome tibétaine de Garzê. Il est situé dans la région orientale du Tibet connue sous le nom de Kham.

## Ville de Dergé
L'agglomération la plus importante est la ville de Dergé, célèbre pour son imprimerie où le Kanjur, collection des textes attribués directement au Bouddha, et le Tanjur, collection des commentaires sur les paroles du Bouddha, sont imprimés sur des blocs en bois depuis le début du XVIIIe siècle. L’imprimerie de Dergé est l’une des trois plus importantes imprimeries tibétaines dans le monde. C'est aussi dans cette ville que serait né le roi Gesar de Ling.

## Démographie
La population du district était de 62 734 habitants en 1999.

## Le Royaume de Dergé
La région de Dergé ou tusi de Dergé est un tusi (système de cheftaine crée par les Mongols de la dynastie Yuan au XIIIe siècle) abrita le plus important de tous les royaumes du Kham. Ce royaume a conservé son indépendance jusqu'en 1865, passant alors temporairement sous le contrôle du pouvoir central de Lhassa, avant de retrouver son autonomie à la fin du XIXe siècle. Le XXe siècle fut beaucoup plus agité : successivement intégré à la Chine jusqu'en 1918, à la suite de son occupation par les armées du seigneur de guerre Zhao Erfeng. Le 19 août 1918, par le traité de Rongbatsa, le représentant chinois (Liu Tsan-ting), tibétain (Champa Tendar) et britannique (Eric Teichman) entérinent les conquêtes des armées tibétaines. Le Yangtzé est reconnu comme frontière. De plus le Tibet se voit reconnaitre deux enclaves sur la rive gauche du fleuve le Dergue et Baiyü. Puis sujet à des luttes intestines entre clans, il se retrouva finalement rattaché à la République populaire après l'invasion du Tibet par l'armée populaire de libération (1950–1951).
C'est au XVe siècle que le roi Lodro Tobten fit bâtir le monastère de Lhundrupteng (ou monastère de Derge Gonchen). Selon la tradition, Thangtong Gyelpo aurait consacré le site de construction en 1448, après une période de méditation dans une grotte située dans la falaise sur la rive opposée de la rivière ; cette grotte est encore aujourd'hui un lieu de pèlerinage.

## L'imprimerie
Le roi Tenpa Tsering dota au XVIIe siècle le monastère de sa célèbre imprimerie, le Derge parkhang. Celle-ci édita notamment sa propre version des deux grands canons de la religion bouddhiste tibétaine, le Kanjur (textes attribués directement au Bouddha) et le Tanjur (commentaires sur les paroles du Bouddha). Détruite lors de la révolution culturelle, elle a été reconstruite à partir de 1987 et a repris son activité pour une vaste clientèle originaire du Tibet, de l'ensemble de la Chine ainsi que des pays bouddhistes voisins.
Les ouvrages sont imprimés à partir de blocs de bois gravés qui constituent une inestimable collection des canons des différentes écoles bouddhistes tibétaines. Les plus anciens datent de la création de l'imprimerie, mais leur production continue encore de nos jours. Les pages des livres ne sont pas reliées, mais simplement empilées et maintenues en place dans une enveloppe de tissu grâce à deux planches de bois qui les enserrent. Selon les ouvrages, des encres de couleurs différentes peuvent être employées ; par exemple, les 108 volumes du Kanjur sont imprimés à l'encre rouge, alors que les 213 volumes du Tanjur le sont à l'encre noire, à l'exception du premier, imprimé en rouge.

### Source
- Royaume de Dergé et imprimerie : Marc Moniez, Christian Deweirdt et Monique Masse, Le Tibet, Paris, Éditions de l'Adret, 1999, 591 p. (ISBN 2-907629-46-8), p. 201-202, 481-482

### Liens externes

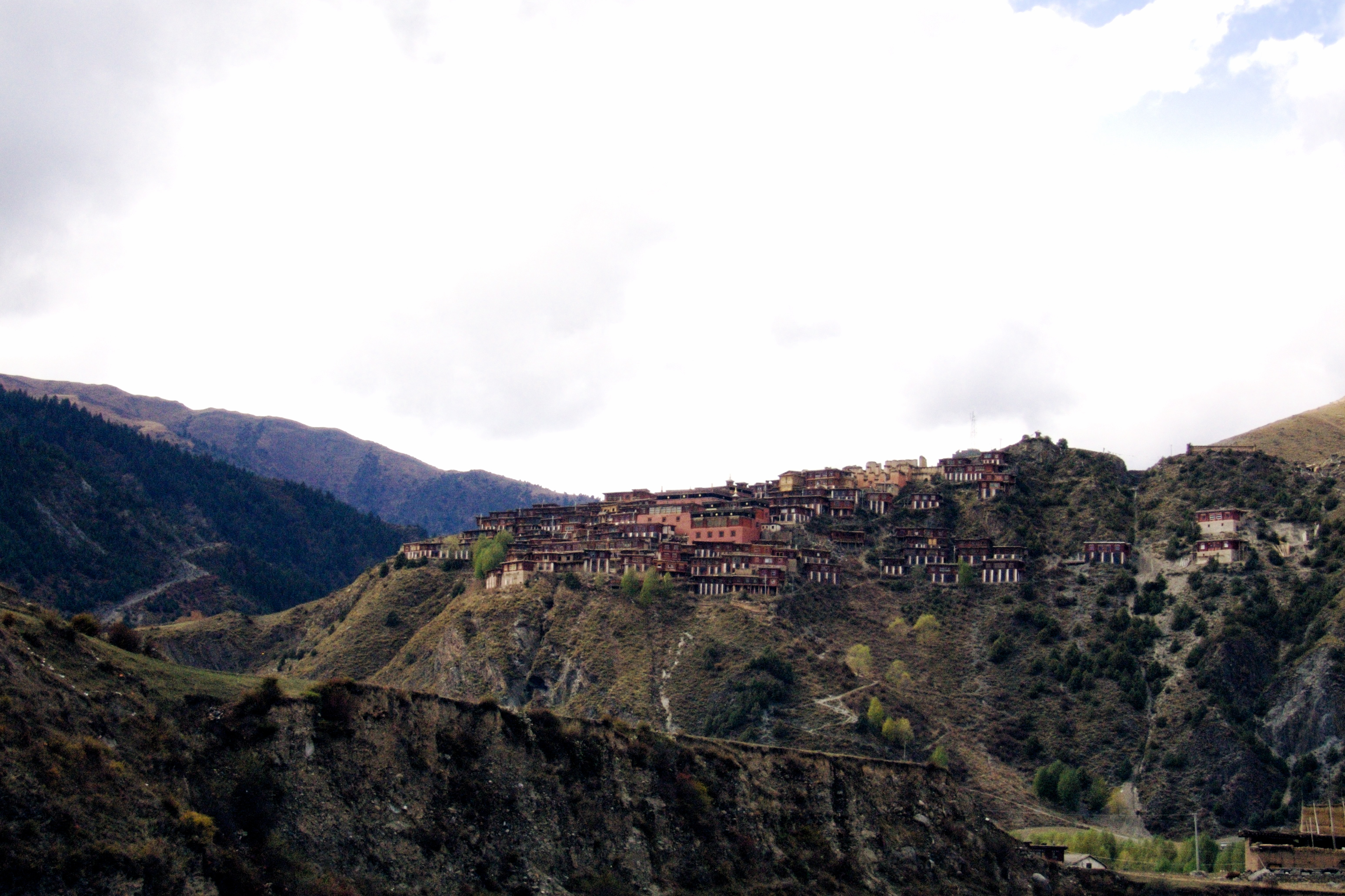
Le monastère de Dzongsar

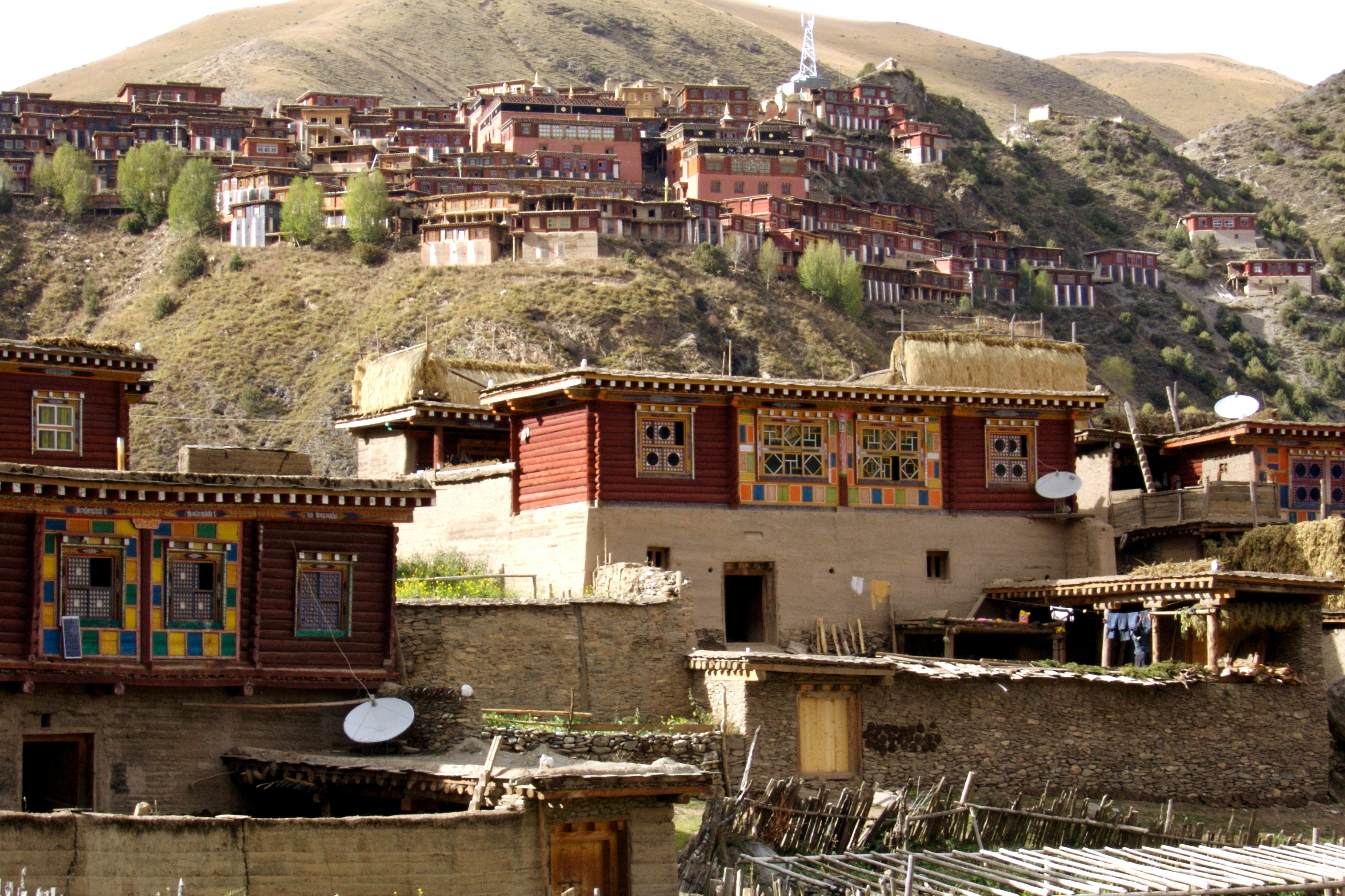
Le monastère de Dzongsar